# وريد بين الفصوص
أوردة بين الفصوص هي إحدى أوردة الدورة الدموية للكلية والمسؤولة عن تصريف فصوص الكلية.

## روابط خارجية
- صور نسيجية: 15901lba — نظام تعلم علم الأنسجة في جامعة بوسطن - "الجهاز البولي: الإمداد الدموي لكلى الطفل"
- فسيولوجيا: 7/7ch03/7ch03p10 - أساسيات فسيولوجيا الإنسان - "التغذية الدموية للكلية: الشرايين القادمة وشرايين ما بين الأنيببات"

1. ↑  نموذج تأسيسي في التشريح، QID:Q1406710